# Ratolí de cua peluda
El ratolí de cua peluda (Peromyscus boylii) és una espècie de rosegador de la família dels cricètids. Viu a Mèxic i l'oest dels Estats Units. Els seus hàbitats naturals van des dels boscos montans fins als deserts. És una espècie en risc mínim, és a dir, no sembla que hi hagi cap amenaça significativa per a la seva supervivència.
L'espècie fou anomenada en honor del metge i naturalista estatunidenc Charles Elisha Boyle.